# Danemark (pays constitutif)
 (juin 2025).
Si vous disposez d'ouvrages ou d'articles de référence ou si vous connaissez des sites web de qualité traitant du thème abordé ici, merci de compléter l'article en donnant les références utiles à sa vérifiabilité et en les liant à la section « Notes et références ».
Ne doit pas être confondu avec Royaume de Danemark.
Le Danemark, aussi appelé « Danemark métropolitain » (pour le différencier du royaume de Danemark), est, avec les Îles Féroé et le Groenland, l'un des trois pays constitutifs du royaume de Danemark. La péninsule du Jutland forme sa plus grosse partie territoriale, ainsi que sa partie continentale. Situé en Europe du Nord, il accueille la capitale et la première ville du pays, Copenhague. Il s'agit du seul pays constitutif du royaume membre de l’Union européenne, les deux autres pays constitutifs (le Groenland et les Îles Féroé) bénéficient du statut de « pays et territoires d'outre-mer » de l'Union européenne.